# Christian Hostmann (Unternehmer)
Christian Hostmann (geboren 31. Oktober 1801 in Hildesheim; gestorben 13. März 1873 in Celle) war ein deutscher Privatbankier, Farben-Fabrikant und Industriepionier.

## Leben
Christian Hostmann war ein Halbbruder des Unternehmers und Bankiers Carl Hostmann. Die Aktivitäten der beiden in Celle sind ab 1823 nachweisbar: Sie übernahmen ein Wechselgeschäft und bauten das Unternehmen zu einer Privatbank aus.
Noch vor dem Beginn der Industrialisierung des Königreichs Hannover übernahm Christian gemeinsam mit seinem Bruder Carl im Jahr 1828 die schon kurz zuvor 1817 von Johann Ernst Holste und dem Buchdrucker Konrad Pick gegründete Celler Farbenfabrik, zugleich die erste Farbenfabrik auf dem europäischen Kontinent.
Nach der Übernahme durch die beiden neuen Inhaber firmierte die Buchdruckerschwärzefabrik ab 1828 als Hostmann-Steinbergsche Farbenfabriken in Celle. Ebenfalls 1828 heiratete Christian Hostmann am 3. September des Jahres die Elise Claudine (geboren 3. September 1806; gestorben 9. April 1839 in Celle), die jedoch schon wenige Jahre später starb.

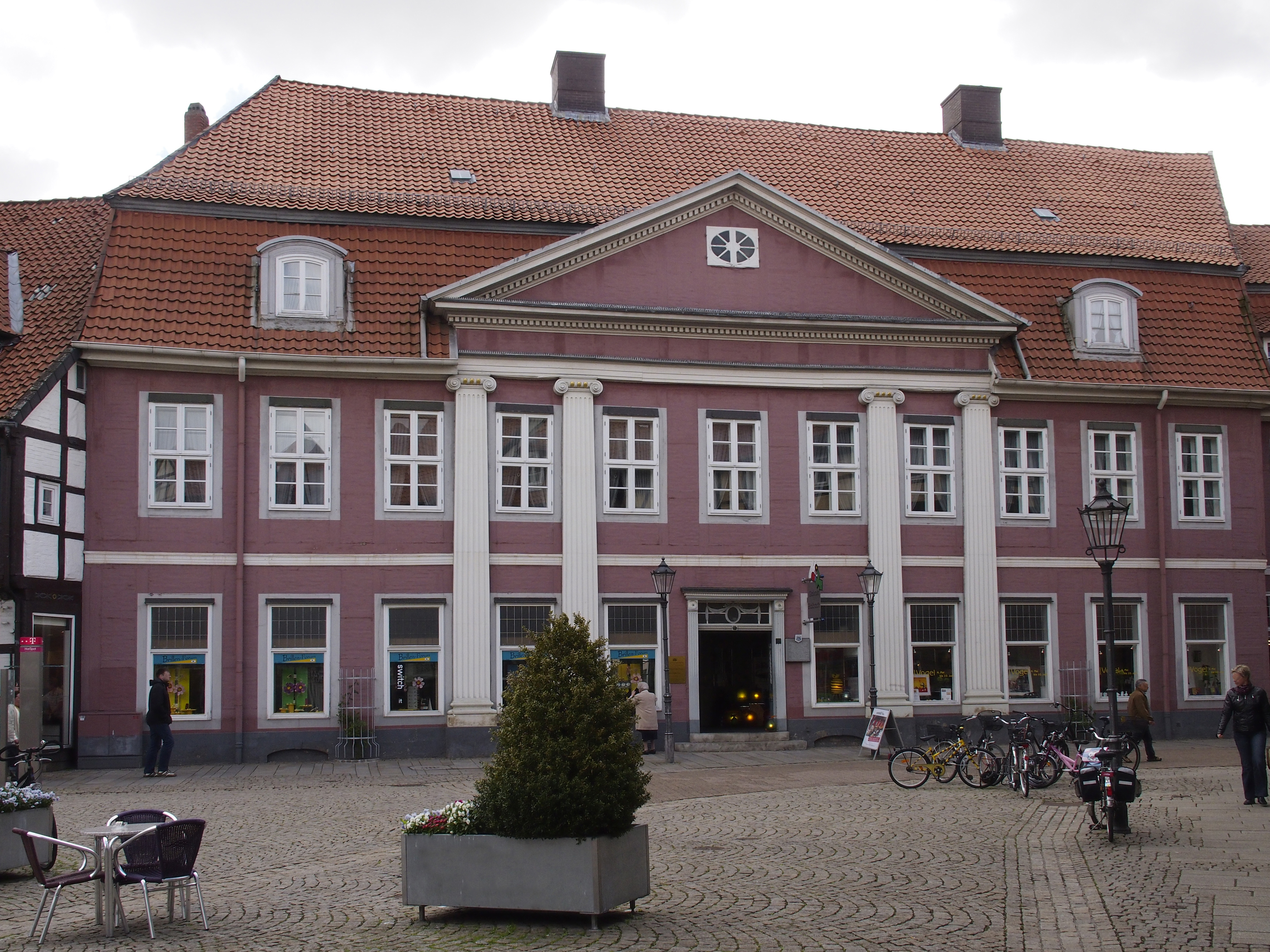
Ab 1836 besaß Hostmann das Stechinelli-Haus an der Straße Großer Plan 14 in Celle

1836 kaufte Christian Hostmann das sogenannte Stechinelli-Haus an der Straße Großer Plan 14 in Celle. Zu seinen dortigen Gästen zählten unter anderem Johannes Brahms, Pauline Lucca, Charlotte Patti und Julius Stockhausen.
Wenngleich nicht von Adel, spielten die Gebrüder Hostmann „auch in den Kreisen der Rittergutsbesitzer eine nicht unbedeutende Rolle.“ Im Göttinger Land besaßen sie zwar nur kurzfristig das Gut Geismar und bei Bremen das Gut Sandbeck, hatten aber im gesamten Königreich Hannover „in einer ganzen Reihe von Gütern z. T. beträchtliche Kapitalien stehen.“
Christian Hostmann besaß eine große Kunstsammlung, die nach seinem Tod zum Teil als Nachlass von Ölgemälden 1875 in Rudolph Lepke’s Kunst-Auctions-Haus in Berlin versteigert wurde.

## Ehrungen

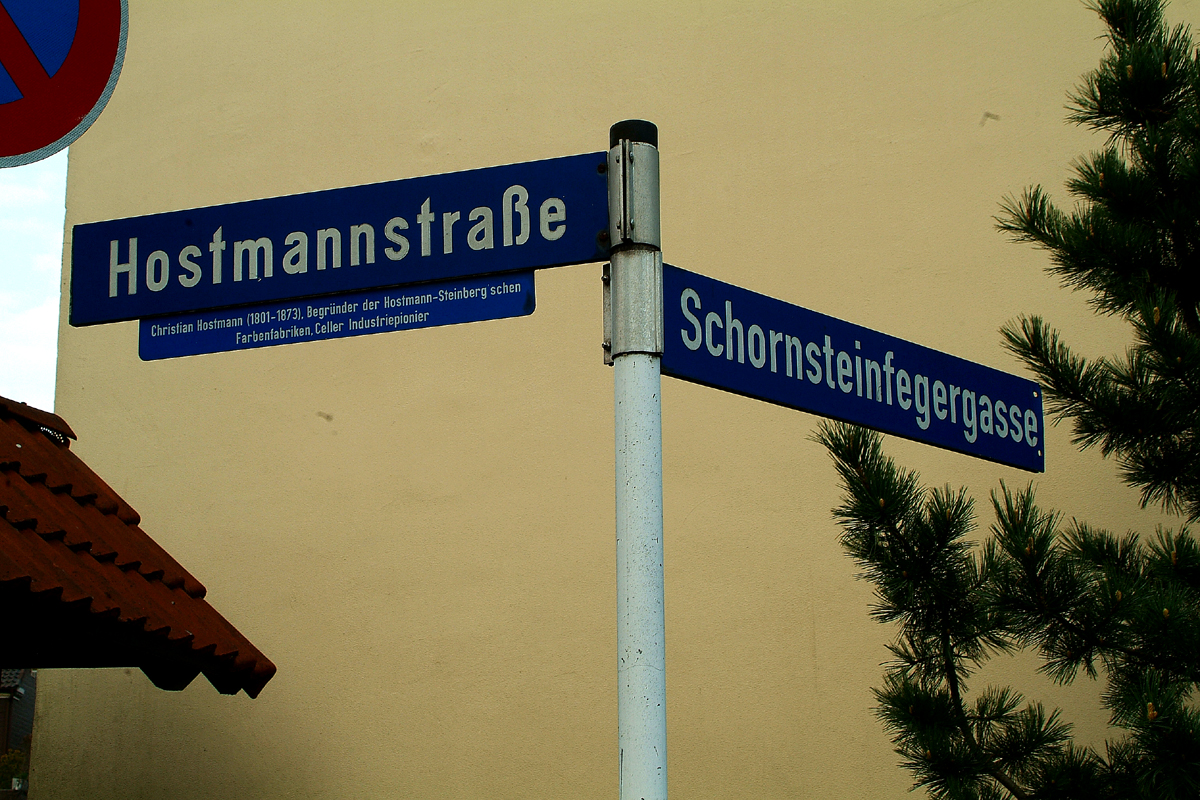
Straßenschild der Hostmannstraße Ecke Schornsteinfegergasse in Celle; laut Legendentafel war der „Begründer der Hostmann-Steinberg'schen Farbenfabriken [ein] Celler Industriepionier“

Die Celler Hostmannstraße wurde nach dem Bankier benannt.